# Campionat de França de sidecarcross
El Campionat de França de sidecarcross, regulat per la federació francesa de motociclisme (FFM, Fédération Française de Motocyclisme), és la màxima competició de sidecarcross que es disputa a França.

## Llista de guanyadors
Font:
A 1 de gener de 2025
| Any  | Campions                               | Equip         |
| ---- | -------------------------------------- | ------------- |
| 1956 | Louis Dubois/Maurice Dubois            |               |
| 1957 | Robert Perlin / Claude Segale          |               |
| 1958 | campionat cancel·lat                   |               |
| 1959 | campionat cancel·lat                   |               |
| 1960 | Barat / Froger                         | BSA           |
| 1961 | Bourgeois /                            | BSA           |
| 1962 | Bourgeois /                            | BSA           |
| 1963 | Paul Denis /                           | BSA           |
| 1964 | Paul Denis /                           | BSA           |
| 1965 | Paul Denis / Gilbert Tissier           | BSA           |
| 1966 | Georges Schwegler / Roussey            | BSA           |
| 1967 | Georges Schwegler /                    | BSA           |
| 1968 | Paul Denis / Bernard Barre             | BSA           |
| 1969 | Georges Schwegler / Moussy             | Lito          |
| 1970 | Christien Leroux                       |               |
| 1971 | Andre Galland / Blanc                  | Wasp-Norton   |
| 1972 | Paul Denis / Marc Seliery              | Norton        |
| 1973 | Claud Hennequin / Dominique Vurpillot  | Wasp-Norton   |
| 1974 | Rene Francois / Alain Plu              | SPP-Norton    |
| 1975 | Claud Hennequin / Dominique Vurpillot  |               |
| 1976 | Rene Francois / Marc Seillery          | Wasp-Norton   |
| 1977 | Claud Hennequin / Dominique Vurpillot  | Wasp-Norton   |
| 1978 | Michael Freund / Rene Freund           | SPP-Norton    |
| 1979 | Francois Barat / Yves Jean Come        | Norton        |
| 1980 | Edouard Bonnaz / Francois Gregis       | EML-Yamaha    |
| 1981 | Francois Barat / J. C. Partier         | EML-Yamaha    |
| 1982 | Edouard Bonnaz / Michael Claval        | EML-Yamaha    |
| 1983 | Nicholas Samofal / Lucien Caggiano     | EML-Yamaha    |
| 1984 | Nicholas Samofal / Lucien Caggiano     | EML-Yamaha    |
| 1985 | Gilles Mecene / Michael Clavel         | EML-Jumbo     |
| 1986 | Alain Bouvet / Bruno Bouvet            | Kawasaki      |
| 1987 | Alain Bouvet / Bruno Bouvet            | Kawasaki      |
| 1988 | Gilles Mecene / Eric Morgan            | EML-Kawasaki  |
| 1989 | Jean Paul Thomas / Marc Lebouquin      | VMC-Honda     |
| 1990 | Gilles Mecene / Eric Morgan            | EML-Kawasaki  |
| 1991 | Gilles Mecene / Eric Morgan            | EML-Kawasaki  |
| 1992 | Gilles Mecene / Eric Morgan            | EML-Kawasaki  |
| 1993 | David Barat / Sebastien Bellaud        | EML-Kawasaki  |
| 1994 | Gillian Vanet / Bruno Bouvet           | EML-KTM       |
| 1995 | David Barat / Sebastien Bellaud        | VMC-Kawasaki  |
| 1996 | David Barat / Sebastien Bellaud        | VMC-Kawasaki  |
| 1997 | David Barat / Sebastien Bellaud        | JHR-Kawasaki  |
| 1998 | Benoit Beaumont / Emmanuel Rostiang    | EML-MTH       |
| 1999 | Benoit Beaumont / Emmanuel Rostiang    | EML-MTH       |
| 2000 | David Barat / Sebastien Bellaud        | EML-MTH       |
| 2001 | Benoit Beaumont / Henry van der Wiel   | BSU-MTH       |
| 2002 | Benoit Beaumont / Henry van der Wiel   | BSU-MTH       |
| 2003 | David Barat / Herve Allier             | VMC-MTH       |
| 2004 | Johnny Bethys / Alexandre Guillonneau  | VMC-MTH       |
| 2005 | David Barat / Frances Blanco           | VMC-Zabel     |
| 2006 | Jean Marie Ains / Bernard Jayet        | VMC-Zabel     |
| 2007 | André-Michel Bernard / Jacques Pillier | KTM           |
| 2008 | Jean Marie Ains / Teddy Rousseau       | VMC-Jawa      |
| 2009 | Dorian Boileau / Paul Fessard          | VMC-Husaberg  |
| 2010 | Baptiste Bigand / Julien Bigand        | VMC-Zabel     |
| 2011 | Valentin Giraud / Nicolas Musset       | WHT-KTM       |
| 2012 | Valentin Giraud / Bertrand Poirier     | WHT-KTM       |
| 2013 | Joris Hendrickx / Kaspars Liepins      | [ 6 ]         |
| 2014 | Valentin Giraud / Nicolas Musset       | WHT-KTM       |
| 2015 | Valentin Giraud / Nicolas Musset       | WHT-KTM       |
| 2016 | Guennady Auvray / Luc Rostingt         | VMC-Zabel     |
| 2017 | Valentin Giraud / Elvijs Mucenieks     | VMC-Husqvarna |
| 2018 | Valentin Giraud / Johnny Badaire       |               |
| 2019 | Guennady Auvray / Rodolphe LeBreton    | WSP           |
| 2020 | Guennady Auvray / Rodolphe LeBreton    | WSP           |
| 2021 | Marvin Vanluchene / Robbie Vax         |               |
| 2022 | Killian Prunier / Evan Prunier         |               |
| 2023 | Killian Prunier / Evan Prunier         |               |
| 2024 | Killian Prunier / Evan Prunier         |               |

1. ↑  Emprà també Marco Godau de passatger.